# Paravi
Paravi是由Premium Plattform Japan（PPJ）公司運營的一家日本OTT服務網路。該服務於2018年4月1日開始，每月費用925日元，可和日本經濟新聞電子版並用折扣。其提供節目以TBS電視台和東京電視台的節目為主。
2023年，paravi的運營公司Premium Plattform Japan和另一OTT服務公司U-NEXT合併，但Paravi服務仍將繼續。

## 外部連結
- Paravi（页面存档备份，存于）
- 株式会社プレミアム・プラットフォーム・ジャパン（页面存档备份，存于）
- Paravi(パラビ)的X（前Twitter）
- Paraviｰパラビ的Facebook專頁
- パパパパラビ！（页面存档备份，存于） - テレビ東京